# Bukovik (Bar)
Pour les articles homonymes, voir Bukovik.
Bukovik (en serbe cyrillique : Буковик) est un village du sud du Monténégro, dans la municipalité de Bar.

## Démographie

### Évolution historique de la population
| 1948 | 1953 | 1961 | 1971 | 1981 | 1991 | 2003 |
| ---- | ---- | ---- | ---- | ---- | ---- | ---- |
| 175  | 201  | 240  | 141  | 121  | 95   | 90   |